# Notre-Dame-de-Monts
Notre-Dame-de-Monts là một xã ở tỉnh Vendée trong vùng Pays de la Loire, Pháp. Xã này có diện tích 20,62 km², dân số năm 2006 là 1772 người. Xã này nằm ở khu vực có độ cao trung bình 6 mét trên mực nước biển.

## Biến động dân số
| Năm | 1962  | 1968  | 1975  | 1982  | 1990  | 1999  | 2006  |
| --- | ----- | ----- | ----- | ----- | ----- | ----- | ----- |
| Dân số | 1 272 | 1 349 | 1 376 | 1 325 | 1 333 | 1 528 | 1 772 |
| From the year 1962 on: No double counting—residents of multiple communes (e.g. students and military personnel) are counted only once. |       |       |       |       |       |       |       |